# Mechowo Pyrzyckie
Mechowo Pyrzyckie – zlikwidowany przystanek kolejowy w Mechowie na linii kolejowej Pyrzyce – Mechowo Pyrzyckie, w województwie zachodniopomorskim.